# Viktor Zyemtsev
Viktor Zyemtsev né le 14 février 1973 à  Avdiivka en Ukraine est un triathlète professionnel, champion du monde de triathlon longue distance en 2005.

## Biographie
Viktor Zyemtsev commence le triathlon en 1993  et devient professionnel en 1995.

## Palmarès
Le tableau présente les résultats les plus significatifs (podium) obtenus sur le circuit national et international de triathlon depuis 2002,.
| Année | Compétition                           | Pays       | Position           | Temps           |
| ----- | ------------------------------------- | ---------- | ------------------ | --------------- |
| 2017  | Ironman Autriche                      | Autriche   | Médaille de bronze | 8 h 17 min 5 s  |
| 2017  | Championnat d'Europe longue distance  | Pays-Bas   | Médaille d'argent  | 8 h 3 min 14 s  |
| 2016  | Ironman Autriche                      | Autriche   | Médaille d'argent  | 8 h 8 min 39 s  |
| 2016  | Ironman 70.3 Otepää                   | Estonie    | Médaille d'or      | 4 h 3 min 12 s  |
| 2015  | Ironman Canada                        | Canada     | Médaille d'or      | 8 h 49 min 46 s |
| 2014  | Ironman 70.3 Floride                  | États-Unis | Médaille d'or      | 3 h 54 min 26 s |
| 2014  | Ironman Suède                         | Suède      | Médaille d'argent  | 8 h 19 min 18 s |
| 2014  | Ironman Cœur d'Alene                  | États-Unis | Médaille d'argent  | 8 h 28 min 32 s |
| 2013  | Championnat d'Ukraine longue distance | Ukraine    | Médaille d'or      | 3 h 33 min 39 s |
| 2013  | Herbalife Triathlon                   | Pologne    | Médaille d'or      | Timing          |
| 2013  | Ironman Cœur d'Alene                  | États-Unis | Médaille d'argent  | 8 h 17 min 31 s |
| 2012  | Ironman Cœur d'Alene                  | États-Unis | Médaille d'or      | 8 h 32 min 29 s |
| 2011  | Ironman 70.3 Augusta                  | États-Unis | Médaille d'or      | 3 h 47 min 15 s |
| 2010  | Ironman Canada                        | Canada     | Médaille d'or      | 8 h 25 min 13 s |
| 2009  | Ironman Louisville                    | États-Unis | Médaille d'or      | 8 h 25 min 27 s |
| 2009  | Ironman Mexique                       | Mexique    | Médaille d'argent  | 8 h 29 min 10 s |
| 2008  | Ironman Cœur d'Alene                  | États-Unis | Médaille d'argent  | 8 h 43 min 56 s |
| 2007  | Ironman Cœur d'Alene                  | États-Unis | Médaille d'or      | 8 h 33 min 32 s |
| 2006  | Ironman USA                           | États-Unis | Médaille d'or      | 8 h 38 min 18 s |
| 2005  | Championnat du monde longue distance  | Danemark   | Médaille d'or      | 5 h 41 min 40 s |
| 2005  | Ironman Cœur d'Alene                  | États-Unis | Médaille d'or      | Timing          |
| 2004  | Ironman Autriche                      | Autriche   | Médaille d'or      | 8 h 12 min 58 s |
| 2003  | Ironman Autriche                      | Autriche   | Médaille d'or      | 8 h 11 min 9 s  |
| 2002  | Ironman Autriche                      | Autriche   | Médaille d'or      | 8 h 16 min 44 s |